# Estadio Los Cuchumatanes
El Estadio Los Cuchumatanes es un escenario de fútbol ubicado en la cabecera del departamento de Huehuetenango en Guatemala tiene capacidad para 5340 aficionados. 
El nombre de Estadio Los Cuchumatanes se debe al vecino huehueteco Homero López Méndez, quien en un concurso de radio propuso dicho nombre y fue el más votado por los radioyentes. El nombre es en honor a La Sierra de los Cuchumatanes, que es una cordillera que atraviesa el departamento de Huehuetenango en dirección oeste - este. Es la sierra no volcánica de mayor elevación en toda Centroamérica y tiene una longitud cercana a los 400 kilómetros, las partes más altas alcanzan los 3,837m metros de altitud. Desde el estadio se puede observar la Sierra de los Cuchumatanes.

## Reconstrucción
Las cuatro fases que comprendió la obra fueron financiadas por el Consejo Departamental de Desarrollo (Codede), que invirtió Q3 millones en el muro perimetral, y el Fondo Nacional para la Paz (Fonapaz), que dio Q23 millones.
La gramilla, cuyo costo supera los Q800 mil, fue proporcionada por la Cervecería Centroamericana.

## Infraestructura
- Cinco mil trescientas cuarenta butacas, divididas entre general y preferencia.
- Instalaciones eléctricas para los encuentros nocturnos.
- Vestidores para cuatro equipos.
- Para la protección del cuerpo arbitral fue agregada una zona de seguridad.
- Cuenta con un sistema de riego y drenajes.